# EUREKA
Pour les articles homonymes, voir Eurêka (homonymie).
EUREKA est une initiative européenne, intergouvernementale, destinée à renforcer la compétitivité de l’industrie européenne. Les projets sont décidés à l’initiative des participants, orientés marché, et financés nationalement. L'initiative peut aider à trouver des partenaires européens. Ses réseaux coordonnent certaines actions d'un point de vue stratégique, au niveau européen.

## Contexte
EUREKA a été lancée en 1985 à l'initiative de François Mitterrand et Helmut Kohl, pour renforcer la compétitivité de l'industrie européenne. Via des appels à projets émis par EUREKA, les entreprises et les laboratoires de recherche, publics ou privés, des 41 États membres, sont invités à proposer des projets de coopération, sur des thèmes et selon des partenariats de leur choix, pour mettre au point des produits, procédés ou services appelés à prendre place à terme sur le marché. Après une évaluation au sein des instances d'Eureka, les projets bénéficient d'un « label » qui leur permet d'accéder, dans la plupart des cas, à des soutiens financiers selon les procédures en vigueur propres aux pays concernés.

## Fonctionnement
Les projets sont financés nationalement, s’ils obtiennent le label EUREKA, à la suite d'une évaluation, démontrant un caractère innovant et une valorisation ultérieure.
Les projets Eureka se caractérisent par les points suivants:
- La réactivité au marché,
- Un consensus entre industriels sur les axes de développement,
- Une collaboration transnationale avec une aide publique,
- des engagements pluri annuel des participants,

De 1985 à 2007, EUREKA a engagé 25 milliards d’investissements sur 2800 projets, avec 13 000 partenaires (42 % de PME, la part du roi, 30 % de grandes entreprises, 11 % d’instituts de recherche, 17 % d’universités). En 2015, 36 milliards d'investissements ont été atteints
Les deux piliers de l’initiative sont :
- Un réseau au service des PME,
- des initiatives stratégiques, qui définissent un plan stratégique dans un secteur et des outils harmonisés, pour atteindre ces objectifs (par exemple gravure des composants électroniques à 32 nm, pour toute l’Europe) ; elles font appel aux acteurs volontaires pour le réaliser.

Les programmes dédiés aux PME suivent deux voies : les programmes collaboratifs multinationaux (examen au cas par cas) et Eurostars, structuré sous forme de concours.
Les initiatives stratégiques (Clusters) sont orientées : maison du futur, cartes à puces, mobile, automobile. En électronique, CATRENE et PENTA coordonnent la micro et nano électronique, ITEA les systèmes logiciels, CELTIC les télécoms, EURIPIDES les systèmes intelligents (smart systems). L’ensemble représente plus de 1500 partenaires, et 1 milliard d’euros chaque année. D’autres initiatives sont à mentionner Acqueau, (technologies de l’eau et environnement), Métallurgie Europe.
Les projets EUREKA sont un passeport pour l’accès au financement. Les projets arrivés à maturité lèvent 6 % des deals européens.
Une coopération et une synergie sont recherchées entre Eureka et les activités de recherche de l'Union européenne proprement dites, dont les projets Horizon 2020 (ainsi c'est le cas pour Eurostars), dans le cadre plus global de l'espace européen de la recherche.